# 廣輿圖

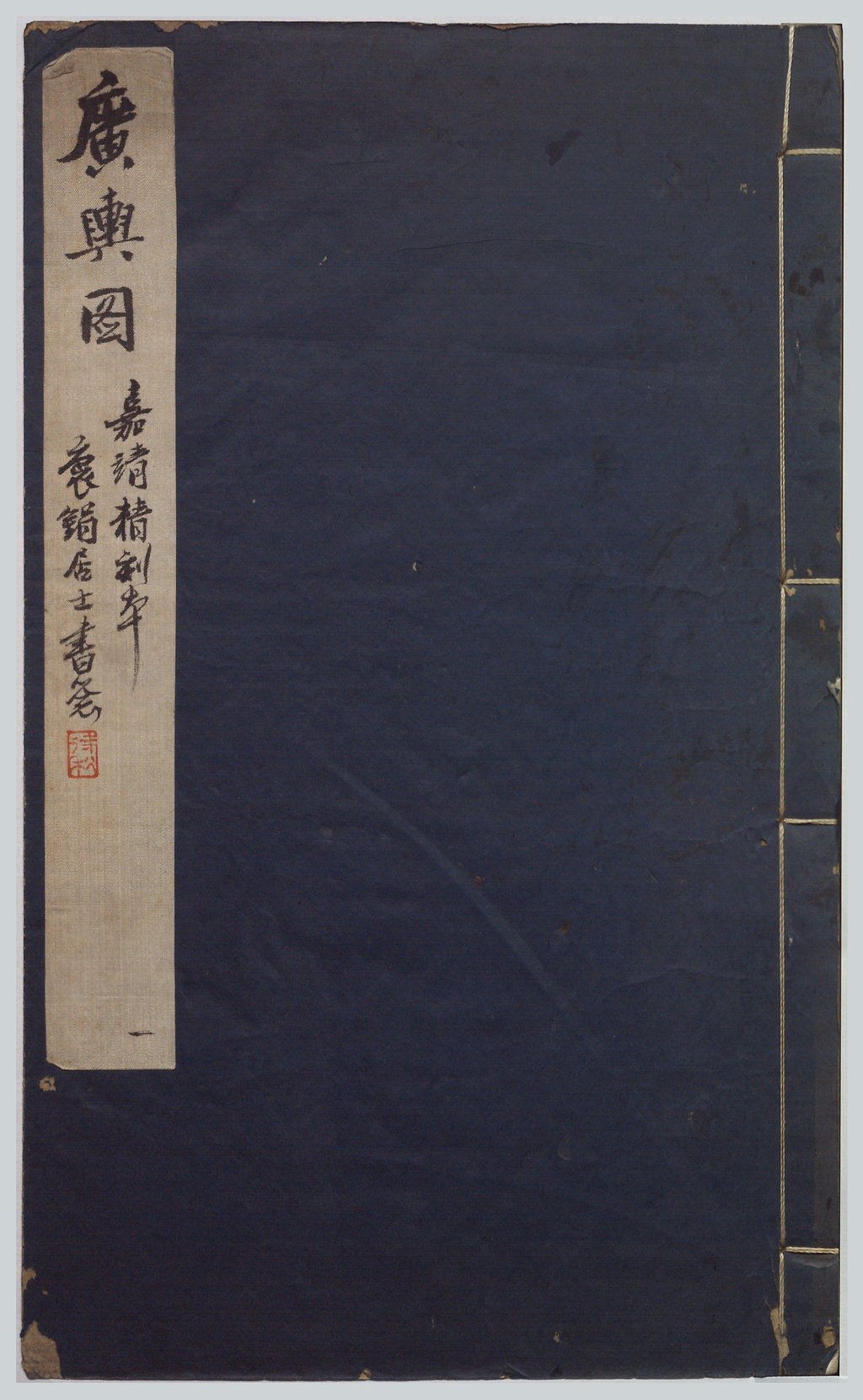
元 朱思本 撰，明 罗洪先、胡松 增补，明嘉靖精刊本

《广舆图》是中国最早的分省地图集。由明代罗洪先于明嘉靖二十年（1541年）前后用计里划方之法，据元代朱思本《舆地图》缩编増扩而成。
《廣輿圖》以总图为首，按行政区划分幅列图，并附有专门性地图，是一部比较完整的、附域外地区的综合性地图集。该图集计有地图四十五幅、附图六十八幅，共计地图一百一十三幅。
《廣輿圖》绘画工整、刻镌精细。其中，舆地总图一、两直隶十三布政司图十六均是按朱思本图改绘；其余九边图十一，洮河、松繙、虔镇、麻阳诸边图五，黄河图三，漕河图三，海运图二，朝鲜、朔漠、安南、西域图四，东南海夷图、西南海夷图、四夷图各一，均为新增。胡松刻本又增日本、琉球二图。

## 外部連結
- 可以瀏覽影像的廣輿圖. 國家圖書館